# Mariestad (comune)
Mariestad è un comune svedese di 23 787 abitanti, situato nella contea di Västra Götaland. Il suo capoluogo è la città omonima.

## Località
Nel territorio comunale sono comprese le seguenti aree urbane (tätort):
- Lugnås
- Lyrestad
- Mariestad
- Sjötorp
- Ullervad

## Amministrazione

### Gemellaggi
- Pakruojis